# Novohupalivka, Vilneansk
Novohupalivka (în ucraineană Новогупалівка) este localitatea de reședință a comunei Novohupalivka din raionul Vilneansk, regiunea Zaporijjea, Ucraina.

## Demografie
Componența lingvistică a localității Novohupalivka
     Ucraineană (88,29%)
     Rusă (11,1%)
     Alte limbi (0,35%)
Conform recensământului din 2001, majoritatea populației localității Novohupalivka era vorbitoare de ucraineană (88,29%), existând în minoritate și vorbitori de rusă (11,1%).